# Enrico Silvestrin

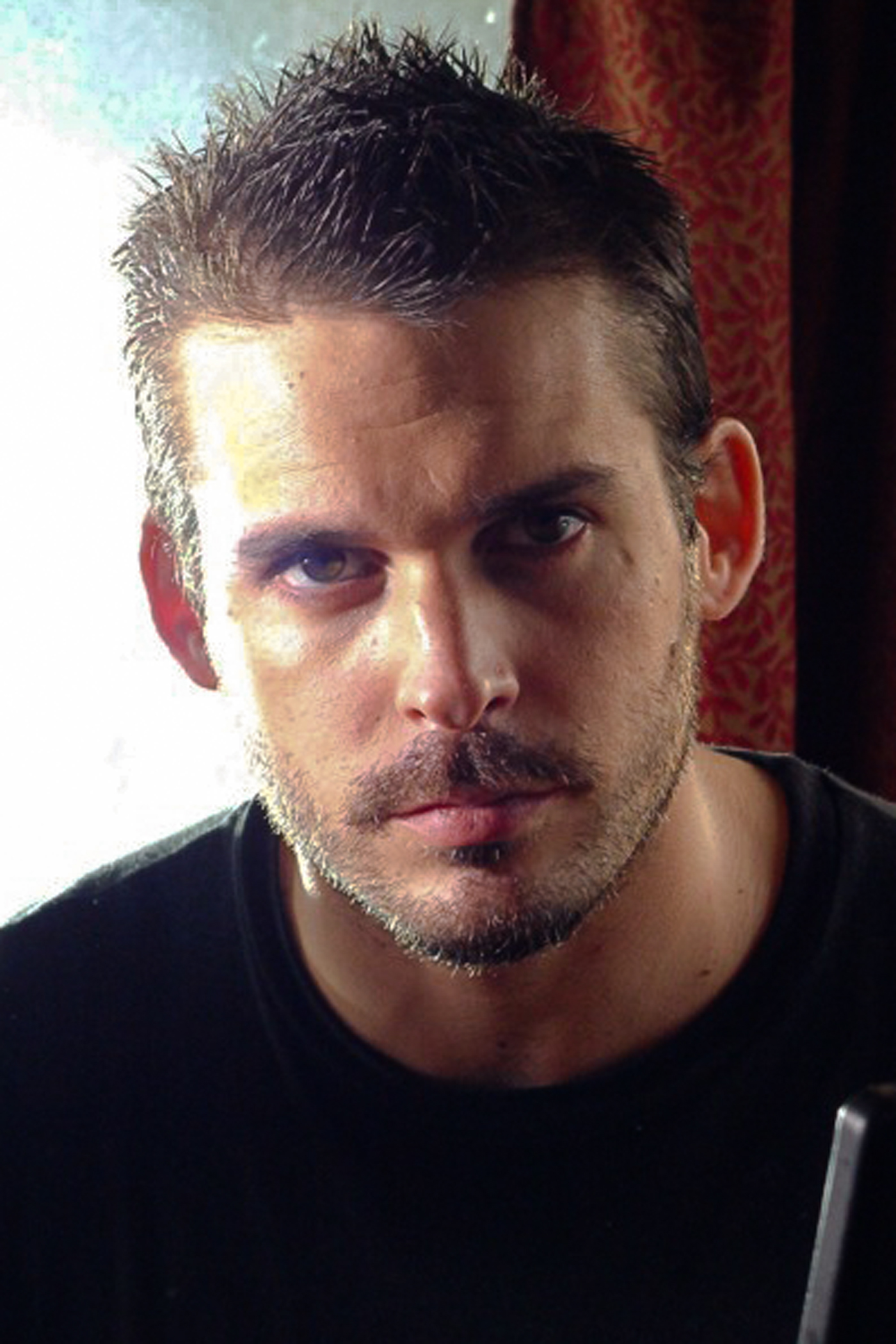
Enrico Silvestrin

Enrico Silvestrin (Rome, 30 mei 1972) is een Italiaans presentator en acteur.
Silvestrin werkte vanaf 1994 als VJ bij MTV Europe waar hij onder andere Hanging out, Dial MTV en Select MTV presenteerde. Vanaf 1997 ging hij bij MTV Italia werken. Hij presenteerde ook bij de RAI en voor de radio. Silvestrin werd acteur en hij speelde onder meer in Ricordati di me.